# Copa Intertoto 1973
La Copa Intertoto 1973 fue la 13.ª edición de este torneo de fútbol a nivel de clubes de Europa Participaron 40 equipos pertenecientes a la UEFA.
Como en ediciones anteriores, no hubo un ganador definido, por lo que se considera al FC Nitra de Checoslovaquia como el club campeón por la mejor participación en la fase de grupos en el torneo.

## Fase de grupos
Los 40 equipos fueron divididos en 10 grupos de 4 equipos, donde el ganador de cada grupo ganó la copa y el premio monetario del torneo.

### Grupo 1
| Club       | G | E | P | GF | GC | Pts. |
| ---------- | - | - | - | -- | -- | ---- |
| Hannover   | 5 | 0 | 1 | 9  | 4  | 10   |
| Den Haag   | 2 | 2 | 2 | 8  | 7  | 6    |
| Åtvidaberg | 1 | 2 | 3 | 8  | 9  | 4    |
| Winterthur | 1 | 2 | 3 | 6  | 11 | 4    |

|     | H96 | ADO | ÅTV | WIN |
| --- | --- | --- | --- | --- |
| H96 |     | 2-1 | 1-0 | 3-0 |
| ADO | 0-1 |     | 3-2 | 2-0 |
| ÅTV | 2-0 | 1-1 |     | 1-1 |
| WIN | 1-2 | 1-1 | 3-2 |     |

### Grupo 2
| Club              | G | E | P | GF | GC | Pts. |
| ----------------- | - | - | - | -- | -- | ---- |
| Slovan Bratislava | 4 | 2 | 0 | 6  | 1  | 10   |
| PSV               | 3 | 0 | 3 | 12 | 5  | 6    |
| AIK               | 1 | 3 | 2 | 5  | 7  | 5    |
| Duisburg          | 1 | 1 | 4 | 5  | 15 | 3    |

|     | SLO | PSV | AIK | DUI |
| --- | --- | --- | --- | --- |
| SLO |     | 1-0 | 0-0 | 1-0 |
| PSV | 0-1 |     | 3-0 | 7-1 |
| AIK | 1-1 | 0-1 |     | 3-1 |
| DUI | 0-2 | 2-1 | 1-1 |     |

### Grupo 3
| Club          | G | E | P | GF | GC | Pts. |
| ------------- | - | - | - | -- | -- | ---- |
| Hertha Berlin | 4 | 2 | 0 | 12 | 6  | 10   |
| CUF           | 3 | 1 | 2 | 10 | 4  | 7    |
| Malmö FF      | 3 | 1 | 2 | 8  | 9  | 7    |
| Grasshopper   | 0 | 0 | 6 | 5  | 16 | 0    |

|     | HER | CUF | MAL | GRA |
| --- | --- | --- | --- | --- |
| HER |     | 1-0 | 1-1 | 3-1 |
| CUF | 0-0 |     | 4-0 | 2-1 |
| MAL | 2-4 | 1-0 |     | 3-0 |
| GRA | 2-3 | 1-4 | 0-1 |     |

### Grupo 4
| Club         | G | E | P | GF | GC | Pts. |
| ------------ | - | - | - | -- | -- | ---- |
| Zürich       | 3 | 2 | 1 | 15 | 9  | 8    |
| Slavia Praga | 3 | 1 | 2 | 9  | 7  | 7    |
| Nancy        | 2 | 1 | 3 | 7  | 13 | 5    |
| Norrköping   | 1 | 2 | 3 | 12 | 24 | 4    |

|     | ZUR | SLA | NAN | NOR |
| --- | --- | --- | --- | --- |
| ZUR |     | 3-0 | 4-1 | 4-4 |
| SLA | 2-1 |     | 2-1 | 4-0 |
| NAN | 1-1 | 1-0 |     | 2-1 |
| NOR | 1-2 | 1-1 | 5-1 |     |

### Grupo 5
| Club       | G | E | P | GF | GC | Pts. |
| ---------- | - | - | - | -- | -- | ---- |
| Rybnik     | 4 | 1 | 1 | 16 | 6  | 9    |
| VÖEST Linz | 3 | 1 | 2 | 12 | 11 | 7    |
| Örebro     | 3 | 0 | 3 | 13 | 10 | 6    |
| Lugano     | 1 | 0 | 5 | 4  | 18 | 2    |

|     | ROW | LIN | ÖRE | LUG |
| --- | --- | --- | --- | --- |
| ROW |     | 3-1 | 3-1 | 3-0 |
| LIN | 2-2 |     | 2-1 | 4-1 |
| ÖRE | 2-1 | 4-1 |     | 0-1 |
| LUG | 0-4 | 0-2 | 2-5 |     |

### Grupo 6
| Club               | G | E | P | GF | GC | Pts. |
| ------------------ | - | - | - | -- | -- | ---- |
| Union Teplice      | 4 | 1 | 1 | 15 | 9  | 9    |
| Austria Klagenfurt | 3 | 0 | 3 | 9  | 9  | 6    |
| Djurgården         | 2 | 2 | 2 | 6  | 10 | 6    |
| Næstved            | 1 | 1 | 4 | 8  | 10 | 3    |

|     | TEP | AUS | DJU | NAE |
| --- | --- | --- | --- | --- |
| TEP |     | 4-2 | 1-1 | 1-0 |
| AUS | 0-1 |     | 2-0 | 2-1 |
| DJU | 1-6 | 2-0 |     | 1-1 |
| NAE | 5-2 | 1-3 | 0-1 |     |

### Grupo 7
| Club           | G | E | P | GF | GC | Pts. |
| -------------- | - | - | - | -- | -- | ---- |
| Feyenoord      | 4 | 2 | 0 | 15 | 10 | 10   |
| Standard Liège | 3 | 2 | 1 | 13 | 9  | 8    |
| Saint-Étienne  | 2 | 2 | 2 | 12 | 12 | 6    |
| Schalke 04     | 0 | 0 | 6 | 7  | 16 | 0    |

|     | FEY | STA | ASE | S04 |
| --- | --- | --- | --- | --- |
| FEY |     | 3-1 | 3-2 | 4-3 |
| STA | 1-1 |     | 3-0 | 3-1 |
| ASE | 2-2 | 3-3 |     | 2-0 |
| S04 | 1-2 | 1-2 | 1-3 |     |

### Grupo 8
| Club              | G | E | P | GF | GC | Pts. |
| ----------------- | - | - | - | -- | -- | ---- |
| Wisła Kraków      | 3 | 2 | 1 | 12 | 8  | 8    |
| Wacker Innsbruck  | 3 | 0 | 3 | 14 | 13 | 6    |
| B 1903            | 2 | 2 | 2 | 13 | 15 | 6    |
| Kickers Offenbach | 1 | 2 | 3 | 11 | 14 | 4    |

|      | WIS | INN | 1903 | OFF |
| ---- | --- | --- | ---- | --- |
| WIS  |     | 3-2 | 3-3  | 1-1 |
| INN  | 1-0 |     | 3-0  | 2-4 |
| 1903 | 1-3 | 4-2 |      | 2-1 |
| OFF  | 0-2 | 2-4 | 3-3  |     |

### Grupo 9
| Club                   | G | E | P | GF | GC | Pts. |
| ---------------------- | - | - | - | -- | -- | ---- |
| Nitra                  | 5 | 1 | 0 | 18 | 6  | 11   |
| Amsterdam              | 2 | 1 | 3 | 13 | 14 | 5    |
| Eintracht Braunschweig | 1 | 2 | 3 | 5  | 10 | 4    |
| Vejle                  | 2 | 0 | 4 | 10 | 16 | 4    |

|     | NIT | AMS | BRA | VEJ |
| --- | --- | --- | --- | --- |
| NIT |     | 4-1 | 1-1 | 4-1 |
| AMS | 2-3 |     | 0-0 | 5-1 |
| BRA | 1-2 | 1-4 |     | 0-3 |
| VEJ | 0-4 | 5-1 | 0-2 |     |

### Grupo 10
| Club             | G | E | P | GF | GC | Pts. |
| ---------------- | - | - | - | -- | -- | ---- |
| Öster            | 5 | 1 | 0 | 16 | 4  | 11   |
| Austria Salzburg | 3 | 1 | 2 | 16 | 11 | 7    |
| Polonia Bytom    | 3 | 0 | 3 | 16 | 15 | 6    |
| B 1901           | 0 | 0 | 6 | 5  | 23 | 0    |

|      | ÖST | AUS | POL | 1901 |
| ---- | --- | --- | --- | ---- |
| ÖST  |     | 1-1 | 3-2 | 1-0  |
| AUS  | 0-2 |     | 7-1 | 2-1  |
| POL  | 1-2 | 4-1 |     | 6-2  |
| 1901 | 0-7 | 2-5 | 0-2 |      |